# TransPerfect Media Milano
TransPerfect Media Milano è una società nata a Milano nel 1979 come Studio P.V., specializzata in doppiaggio e post-produzione audio-video di prodotti televisivi e cinematografici. Nella sua struttura sono presenti 4 sale di doppiaggio, 3 sale per la post produzione audio Pro Tools, di cui 1 sala certificata THX e con sistema di encoding e decoding Dolby E, e 5 sale per la post produzione video, mediante l'utilizzo di software di editing e grafica, tra cui AVID Media Composer, Apple Final Cut Pro e Adobe After Effects.
Tra i principali clienti dell'azienda vi sono Rai, Mediaset, Medusa Film, Eagle Pictures, MTV, Disney Channel, Discovery Channel, LA7, Endemol, Rcs MediaGroup, Istituto Luce, Fandango, Paramount, Nickelodeon, Crunchyroll e Dynit.
Il 29 marzo 2019 la struttura di Studio P.V. viene rilevata dallo studio di localizzazione Lylo, il quale subito dopo cambierà il nome della società neo-acquisita in Lylo Italy. Nell'ottobre dello stesso anno Lylo viene acquisita dalla multinazionale statunitense TransPerfect; alla fine del 2022 lo studio di Milano cambia nome in TransPerfect Media Milano.